# Фенні Чарльз Діллон
Фенні Чарльз Діллон (англ. Fannie Charles Dillon; 16 березня 1881 — 21 листопада 1947) — американська піаністка, вчитель музики і композитор.

## Життєпис
Фенні Чарльз Діллон народилася в Денвері, Колорадо. Вона переїхала зі своєю родиною в Лонг-Біч в 1890 році і навчалася музиці з Генрі Урбаном, Х'юго Кауном і Робіном Голдмарком і фортепіано з Леопольдом Годовським в Берліні.
Після закінчення навчання Діллон працювала піаністкою, учителем, виконавцем і композитором у Лос-Анджелесі. Вона викладала в Коледжі Помона з 1910 по 1913 рік і в старшій школі Лос-Анджелеса з 1918 по 1941 рік. Фенні заснувала Театр Woodland у Каліфорнії поблизу озера Big Bear у Фаунскіні в 1924 році і служила генеральним менеджером з 1926 по 1929 рік. Вона вийшла заміж за актора театру Cypriot Джеймса Крісто. Діллон померла в Альтадені, Каліфорнія. Її папери зберігаються в бібліотеці УКЛА.
Як композитор Діллон відома за адаптацію пташиних криків в оцінці. Поки вона викладала в Старшій Школі Лос-Анджелеса в кінці 1920-х, майбутній композитор серед її студентів був Джон Кейдж.

## Творчість
Діллон писала для піаніно, оркестру та камерного ансамблю, так само як і для виїзних драм. Вибрані роботи включають:
- Nevertheless—Old Glory, драма;
- The desert calls, драма;
- Tahquitz, драма;
- Celebration of Victory, для оркестру;
- The Cloud, для оркестру;
- A Letter from the Southland: Mission Garden;
- The Alps;
- Chinese Symphonic Suite[7].